# Pertusadina multifolia
Pertusadina multifolia är en måreväxtart som först beskrevs av George Darby Haviland, och fick sitt nu gällande namn av Colin Ernest Ridsdale. Pertusadina multifolia ingår i släktet Pertusadina och familjen måreväxter. Inga underarter finns listade i Catalogue of Life.